# Polynormande
La Polynormande és una cursa ciclista francesa d'un sol dia que es disputa a Saint-Martin-de-Landelles (Manche) a final de juliol o inici d'agost. Fou creada, el 1980, per Daniel Mangeas, speaker del Tour de França.
A l'origen la cursa era un critèrium, però a partir de 2003 ha passat a ser una cursa en línia entre Avranches i Saint-Martin-de-Landelles.
Tot i la poca rellevància en el panorama ciclista internacional la cursa compta amb un bon grapat de ciclistes il·lustres entre els seus vencedors: Lucien van Impe, Bernard Hinault, Laurent Fignon, Richard Virenque o Sylvain Chavanel. Marc Madiot i Richard Virenque, amb dues victòries, són els ciclistes que més vegades l'han guanyat.

## Palmarès
| Any                         | Vencedor               | Segon                   | Tercer                |         |
| --------------------------- | ---------------------- | ----------------------- | --------------------- | ------- |
| Critèrium de 1980 a 2002    |                        |                         |                       |         |
| 1980                        | Bernard Thévenet       | Jean-René Bernaudeau    | Raymond Martin        |         |
| 1981                        | Lucien Van Impe        | Raymond Martin          | Pierre Le Bigaut      |         |
| 1982                        | Bernard Hinault        | Gilbert Duclos-Lassalle | Bernard Vallet        |         |
| 1983                        | Marc Madiot            | Sean Kelly              | Laurent Fignon        |         |
| 1984                        | Vincent Barteau        | Éric Caritoux           | Claude Criquielion    |         |
| 1985                        | Claude Criquielion     | Jean-Claude Bagot       | Marc Madiot           |         |
| 1986                        | Jean-René Bernaudeau   | Frédéric Brun           | Jean-Louis Gauthier   |         |
| 1987                        | Marc Madiot            | Pierre Le Bigaut        | Jean-René Bernaudeau  |         |
| 1988                        | Philippe Bouvatier     | Régis Clère             | Jérôme Simon          |         |
| 1989                        | Laurent Fignon         | Éric Caritoux           | Pedro Delgado         |         |
| 1990                        | Thierry Claveyrolat    | Éric Boyer              | Jean-Claude Bagot     |         |
| 1991                        | Thierry Marie          | Gérard Rué              | Jean-François Bernard |         |
| 1992                        | Jean-François Bernard  | Thierry Claveyrolat     | Richard Virenque      |         |
| 1993                        | Tony Rominger          | Jean-Philippe Dojwa     | François Lemarchand   |         |
| 1994                        | Djamolidín Abdujapàrov | Thomas Davy             | Jacky Durand          |         |
| 1995                        | Richard Virenque       | Laurent Madouas         | Marco Pantani         |         |
| 1996                        | Laurent Brochard       | Stéphane Heulot         | Luc Leblanc           |         |
| 1997                        | Richard Virenque       | Frédéric Guesdon        | Cédric Vasseur        |         |
| 1998                        | Stéphane Heulot        | Bobby Julich            | Laurent Brochard      |         |
| 1999                        | Laurent Dufaux         | Richard Virenque        | Stéphane Heulot       |         |
| 2000                        | Pascal Hervé           | Gilberto Simoni         | Charles Guilbert      |         |
| 2001                        | Laurent Jalabert       | Christophe Moreau       | Sylvain Chavanel      |         |
| 2002                        | Nicolas Vogondy        | Laurent Brochard        | Thierry Gouvenou      |         |
| Cursa en línia des del 2003 |                        |                         |                       |         |
| 2003                        | Jérôme Pineau          | Mickaël Pichon          | Walter Bénéteau       |         |
| 2004                        | Sylvain Chavanel       | Guido Trentin           | Christophe Oriol      |         |
| 2005                        | Philippe Gilbert       | Ludovic Turpin          | Mickaël Buffaz        |         |
| 2006                        | Anthony Charteau       | Bert Scheirlinckx       | Nicolas Crosbie       |         |
| 2007                        | Benoît Vaugrenard      | Mickaël Buffaz          | Bert De Waele         |         |
| 2008                        | Arnaud Gérard          | Jérôme Pineau           | Sandy Casar           |         |
| 2009                        | Mathieu Ladagnous      | Stefan van Dijk         | Wesley Sulzberger     |         |
| 2010                        | Andy Cappelle          | Jérémie Galland         | Romain Hardy          |         |
| 2011                        | Anthony Delaplace      | Julien El Fares         | Arnaud Gérard         |         |
| 2012                        | Tony Hurel             | Samuel Dumoulin         | Davy Commeyne         |         |
| 2013                        | José Gonçalves Maciel  | Matthias Brändle        | Sébastien Delfosse    |         |
| 2014                        | Jan Ghyselinck         | Antoine Duchesne        | Quentin Jauregui      |         |
| 2015                        | Oliver Naesen          | Fabrice Jeandesboz      | Antoine Duchesne      |         |
| 2016                        | Baptiste Planckaert    | Ryan Anderson           | Julien Duval          |         |
| 2017                        | Alexis Gougeard        | Johan Le Bon            | Laurent Pichon        |         |
| 2018                        | Pierre-Luc Périchon    | Pierre Gouault          | Lorrenzo Manzin       |         |
| 2019                        | Benoît Cosnefroy       | Valentin Ferron         | Damien Touzé          |         |
| 2020                        | suspesa                | suspesa                 | suspesa               | suspesa |
| 2021                        | Valentin Madouas       | Benoît Cosnefroy        | Anthony Perez         |         |
| 2022                        | Franck Bonnamour       | Lorenzo Rota            | Anthony Turgis        |         |
| 2023                        | Arnaud De Lie          | Valentin Ferron         | Jordan Jegat          |         |
| 2024                        | Paul Lapeira           | Pascal Eenkhoorn        | Brieuc Rolland        |         |
| 2025                        |                        |                         |                       |         |